# Штогрин Дмитро Михайлович
Штогрин Дмитро Михайлович (*9 листопада 1923, с. Звиняч Чортківського району Тернопільської області — 25 вересня 2019) — український бібліограф, літературознавець, редактор, журналіст і бібліотекар родом з Галичини. Діяч молодіжних (Пласт і СУМ), культурних, і наукових організацій на рідних землях і в діаспорі. Вшанований титулом «почесний доктор філософії» від Мюнхенського і Римського університетів.

## Біографічні відомості
Народився як син сільського секретаря — опісля десятника і рахункового Української галицької армії — Михайла і Катерини (з дому Фіголь) Штогринів. Познайомився на ділі з повстанським рухом: у часи війни в забудовах батьківського дому знаходилася повстанська штаб-криївка, в якій згодом переховувалися бійці УПА. Навчався у Чортківській гімназії, переїхав до Перемишля продовжувати навчання — та воєнні події перекинули його в Німеччину в табір для переміщених осіб.

## Еміграція, університети
У пілявоєнні часи Дмитро Штогрин студентом почав вищі студії в Німеччині: у відновленому у 1946 році в Авсбурзі Українському вільному університеті (1947—1948). Згодом переїхав до Канади та, спеціалізуючись в українській літературі XX століття, завершив у 1958 р. навчання в Оттавському університеті на магістерському рівні (M.A. summa cum laude), захистивши наукову працю «Поетична творчість Олега Кандиби-Ольжича».
У 1959 р. в Оттавському університеті доповнив знання бакалавратом бібліотекознавства (B.L.S.). Закінчивши бібліотечні студії одержав пропозиції працевлаштування від Гарвардського, Єльського, Манітобського та Іллінойського університетів і державних дослідних установ у столиці Канади. З 1960 р. працював бібліотекарем славістичного відділу Іллінойського університету в США; з 1964 р. став головою відділу каталогізування в слов'янській і східноєвропейській секції, залишався на цій посаді до 1985 р. У 1970-74 — голова Українського товариства бібліотекарів у США.
У роках 1963-64 р. віддався славістичним студіям в Іллінойському університеті; у 1970 завершив славістику на Оттавському університеті докторатом з філософії (Ph.D. cum laude), захистивши дисертацію на тему «Павло Филипович — літературознавець».

## Бібліотекар, професор, бібліограф
3 1984 р. очолював Програму українських студій в Іллінойському університеті Урбана-Шампейн. Ще в 1972 тут запроваджено 7 додаткових предметів — мовних, літературних та семінар; в 1993 р. започатковано за його ініціативою і курс української культури. Тут і відбуваються щорічні українознавчі конференції у рамках Української науково-дослідної програми Іллінойського університету в Урбана-Шампейн.
Автор брошури «Світла і тіні українських студій в Гарварді» (1966) та довідника «Ukrainians in North America. A Biographical Directory» (1975).